# Hamid Skif
Hamid Skif (arabisch حميد سكيف, DMG Ḥamīd Sakīf), eigentlich Mohamed Benmebkhout (arabisch محمد بن مبخوت, DMG Muḥammad Bin Mabḫūt; * 21. März 1951 in Oran; gestorben 18. März 2011 in Hamburg, Deutschland) war ein algerischer Schriftsteller und Journalist, der seine Texte in französischer Sprache verfasste und im deutschen Exil lebte.

## Leben
Als 20-Jähriger veröffentlichte er 1971 in Algerien sein erstes Buch, einen Lyrik-Band, in einer Auflage von 25.000 Exemplaren. Ein Band mit Erzählungen, Das Haus des Schweigens, konnte wegen Problemen mit der Zensur erst 1986 publiziert werden. Er arbeitete in den 1970er und 80er Jahren in Algerien für die staatliche Presseagentur Algérie Presse Service und ab Anfang der 1990er Jahre als freier Journalist. Als im Laufe des Bürgerkriegs 1993/94 zahlreiche algerische Intellektuelle, darunter Tahar Djaout und Youcef Sebti, ermordet wurden, verließ Hamid Skif mit seiner Familie das Land und ging nach Deutschland ins Exil.
1995/96 war Hamid Skif als Stipendiat im Heinrich-Böll-Haus. 1997 bis 1999 war er Gast der Hamburger Stiftung für politisch Verfolgte und von Juli 1999 bis Dezember 2005, ebenfalls in Hamburg, Stipendiat des Writers-in-Exile-Programms des deutschen P.E.N.-Zentrums. Er verstarb kurz vor seinem 60. Geburtstag nach schwerer Krankheit.

## Zitate
- Ich habe Algerien zwar verlassen, aber Algerien hat mich nie verlassen. Algerien bewohnt mich, wo auch immer ich wohne. Ich bin schließlich erst mit 46 Jahren hierher gekommen.
- Ich stehe zu meiner Rolle als Zeuge, nicht nur gegenüber meiner Gesellschaft, sondern ganz allgemein allen Menschen gegenüber. Ich bin doch nicht nur Zeuge für Algerisches. Mir geht es um Menschliches. Ernsthafte Schriftstellerei bedeutet, glaubhaft dem Eigenen auf den Grund zu gehen und dort nach dem Besten zu suchen oder auch nach dem Schlechtesten. Will man wirklich Zeuge sein, dann doch nur, indem man der eigenen Wahrheit nachspürt, nicht der Wahrheit der anderen. Das interessiert niemanden.
- Für den politischen Diskurs sind die Politiker da, die Plakate, die Parteien. Die Rolle des Schriftstellers besteht darin, tief in sich hinab zu steigen [sic] und so den anderen entgegen zu gehen [sic].[7]

## Werke (Auswahl)
- Trommeln gegen die Traumdiebe. In: Internationales Autorencolloquium Kunst + Freiheit - Literatur + Diktatur Jena 1997.
- La princesse et le clown. Éds. 00h00, Zéro Heure, Paris 2003.
- Monsieur le président. Deutsch: Sehr geehrter Herr Präsident! Edition Köln, Köln 2003, ISBN 3-936791-00-7.
- Hure mit Krawatte. Erzählungen aus Algerien. Edition Köln, Köln 2004, ISBN 3-936791-06-6.
- Exile der Frühe. Gedichte; französisch/deutsch. Manutius-Verl., Heidelberg 2005, ISBN 3-934877-46-X.
- La géographie du danger. (Roman) Naïve, Paris 2006, ISBN 2-35021-033-2. Deutsch: Geografie der Angst. Nautilus, Hamburg 2007, ISBN 978-3-89401-548-0.

## Auszeichnungen (Auswahl)
- 2007 Prix de l’association des écrivains de langue française für La géographie du danger[1]
- 2005 Hilde-Domin-Preis für Literatur im Exil der Stadt Heidelberg für seinen Briefroman Sehr geehrter Herr Präsident.